# 外星人绑架

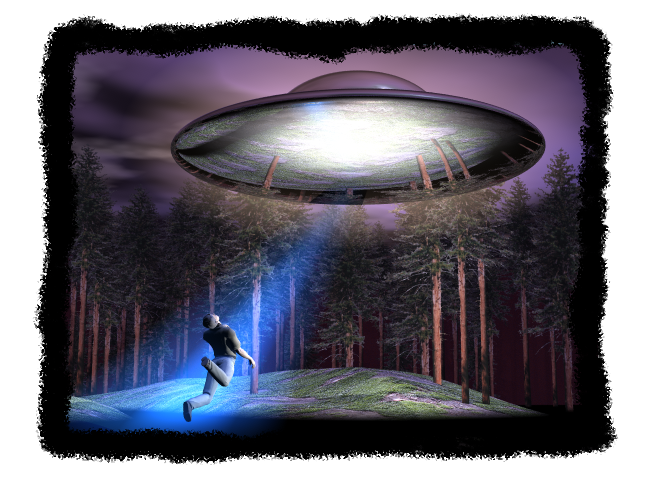
外星人绑架示意圖

外星人绑架（英語：或者），是指當事人對外表示自己曾强制性被某些非人类实体施以某类物理或精神过程；此類主題常見於流行文化、影視作品中，相關議題亦不時被作為玩笑題材，或引起外界質疑批判和各種探討。

## 共同特點
那些自己声称被绑架过的人表示自己遭遇外星人，並且在被限制行動能力後接受过强制性的医学检查，他们的生殖系统也被檢查。某些被绑架者曾经被外星人警告过須注意人類对环境的破坏或者核武器所带来的危害。
哈佛大學的心理學家理查德·麥里尼找來10名聲稱自己曾被外星人綁架過的成年人並對他們進行了個性分析。理查德發現，他們都出現過睡眠癱瘓症的症狀，顯示兩者相關。

## 案例
- 希爾夫婦被外星人綁架事件
- 1973年帕斯卡古拉事件
- 丘比斯·瓦頓綁架案

## 相關主題
- 不明飞行物
- 火星人
- 小灰人
- 第三类接触
- 罗斯威尔飞碟坠毁事件
- 外星生命
- 51区
- 喬治·亞當斯基